# PU 104
PU 104 (genauer: PU 104 C1, geschrieben auch: PU‑104) war ein Schlüsselerzeuger (englisch Key generator), also ein elektronisches Gerät zur Erzeugung von kryptographisch sicheren Zufallstexten. Er stammt aus der zweiten Hälfte des 20. Jahrhunderts.

## Hintergrund
Das kryptographisch sichere Einmalschlüssel-Verfahren (englisch One-Time-Pad), kurz OTP, basiert auf der einmaligen Verwendung eines zufälligen Schlüssels, der (mindestens) die gleiche Länge wie die zu verschlüsselnde Nachricht aufweist (Klartext). Geeignete Schlüssel lassen sich kaum von Hand (manuell) erzeugen, beispielsweise durch Würfeln, Lostrommeln oder Roulette, da der dazu benötigte Zeitaufwand zu groß wäre. Daher werden zu diesem Zweck maschinelle Schlüsselerzeuger eingesetzt, wie beispielsweise der PU 104.
Die hierdurch generierte Schlüsselfolge wird in einem Mischer zeichenweise mit dem Klartext verknüpft und ergibt den Geheimtext. Auf gleiche Weise kann der Empfänger die Geheimnachricht entschlüsseln und so den ursprünglichen Text zurückgewinnen.

## Geschichte
Der PU 104 wurde um 1986 unter Verwendung der damals zeitgemäßen Elektronik vom Münchner Unternehmen Rohde & Schwarz (R&S) entwickelt und gefertigt. Kern des Geräts war eine Diode als Quelle für weißes Rauschen, also ein Signal mit möglichst zufälligen Schwankungen der Amplitude.

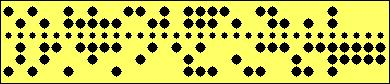
Ausschnitt aus einem typischen Lochstreifen

Vorgesehen war der PU 104 zur Erzeugung von „echten“ Zufallsfolgen. Diese konnte anschließend auf einen Lochstreifen gestanzt werden (Bild). Mit einem Drehknopf an der Frontplatte konnte die Anzahl der Kopien zwischen „1“ und „9“ frei eingestellt werden. Eine eingebaute Testvorrichtung, genannt „BITE“ für englisch Built-In Test Equipment, überprüfte die korrekte Funktionsfähigkeit während des Betriebs kontinuierlich, indem unter anderem die Anzahl der generierten Zufallszeichen einzeln gezählt wurde. Wich diese stark von der zu erwartenden näherungsweisen Gleichverteilung ab, dann leuchtete eine Alarmanzeige auf.
Als Zusatzgerät zum PU 104 gab es ein Interface mit zwei V.24-Schnittstellen, genannt 2×V.24-Interface PU 104 S2. Hier konnte die gewünschte Baudrate in dreizehn Stufen zwischen 50 Bd (Baud) und 9600 Bd eingestellt werden.